# Kōnstantinos Nikolopoulos
Kōnstantinos Nikolopoulos (in greco Κωνσταντίνος Νικολόπουλος?; fl. XX secolo) è stato un pallanuotista greco.
Ha rappresentato la Grecia nel torneo di pallanuoto ai Giochi di Anversa 1920.